# Заозер'є
Заозе́р'є (рос. Заозерье) — присілок у складі Великоустюзького району Вологодської області, Росія. Входить до складу Трегубовського сільського поселення.

## Населення
Населення — 17 осіб (2010; 14 у 2002).
Національний склад (станом на 2002 рік):
- росіяни — 93 %